# Бакарич, Владимир
Владимир Бакарич (сербохорв. Vladimir Bakarić / Владимир Бакарић; 8 марта 1912, Велика-Горица — 16 января 1983, Загреб) — югославский хорватский политический деятель, участник Народно-освободительной войны Югославии, Народный герой Югославии и Герой Социалистического Труда СФРЮ.

## Биография
Родился 8 марта 1912 года в Велике-Горице. Окончил начальную школу Госпича, гимназии в Огулине и Загребе. В 1935 году окончил Загребский университет, юридический факультет. доктор философии (PhD) по праву 

 (1937). С 1933 года член Коммунистической партии Югославии, участник множества рабочих и студенческих демонстраций. За свою политическую деятельность неоднократно арестовывался полицией. Работал официально помощником адвоката, с 1937 года член Хорватского краевого комитета Союза коммунистической молодёжи Югославии, член Агитпропа ЦК Коммунистической партии Хорватии. С 1940 года член ЦК Коммунистической партии Хорватии. Известен как теоретик марксизма, редактор журналов «Израз», «Наше новине», «Радничке новине» и др.
Войну Бакарич встретил в Загребе, после становления НГХ ушёл в партизанское подполье. Был редактором подпольной газеты «Вјесник», до ноября 1941 года член военного комитета. После освобождения части территории Югославии выбрался на партизанские земли и был назначен политруком Главного штаба НОАЮ в Хорватии, занимал пост два года. Входил в Президиум Антифашистского вече народного освобождения Югославии, Национальный комитет освобождения Югославии, заменитель поверенного по иностранным делам. Основатель Земельного антифашистского вече народного освобождения Хорватии. С октября 1944 года заменил Андрию Хебранга на посту секретаря ЦК Коммунистической партии Хорватии (пребывал на этом посту до 1969 года).
В апреле 1945 года Владимир Бакарич был избран первым председателем Правительства Народной Республики Хорватии, до декабря 1953 года занимал этот пост. Был избран председателем Сабора Народной Республики Хорватии до 1963 года, с 1945 по 1963 годы депутат хорватского Сабора и Союзной скупщины. Избирался в Союзный комитет Социалистического союза трудового народа Югославии. С 1950 года член Югославской академии наук и искусств, в том же году Бакаричу было присвоено звание почётного жителя Загреба.
В 1946 году Бакарич вошёл в состав делегации ФНР Югославии на Парижской мирной конференции. Входил в Совет Федерации, Союзный комитет по делам ветеранов, ЦК Союза коммунистов Югославии с 1948 года, исполкома ЦК СКЮ с 1952 года, Президиума ЦК СКЮ и Президиума СФРЮ (вице-президент СФРЮ). Занимался теорией научного социализма и марксистской публицистикой, автор ряда научных работ о вопросах социализма, проблемах современных государств и экономических вопросах. В 1971—1972 гг. вместе с И. Тито возглавил кампанию против «хорватских националистов». В 1974 г. выдвинул идеи децентрализации власти в стране.
Бакарич был награждён рядом орденов и медалей, в том числе Орденом Народного героя Югославии (указ от 23 июля 1952 года). 15 октября 1945 года, за выдающиеся заслуги в борьбе с фашизмом был награждён советским полководческим  орденом Кутузова I степени.
Скончался 16 января 1983 года, похоронен на кладбище Мирогой в Загребе.
Супруга — Мария Шолян-Бакарич. Оставил двоих дочерей и сына.

## Труды
- О пољопривреди и проблемима села, Београд: Култура, 1960.
- Социјалистички самоуправни систем и друштвена репродукција, Загреб: Информатор, 1974.
- Друштвене класе, нација и социјализам, Загреб: Школска књига, 1976.
- Социјализам и друштвена репродукција, Загреб: Глобус, 1983.